# سوبتانابونغ بنميشا
سوبتانابونغ بنميشا (بالتايلندية: สุพัฒนพงษ์ พันธ์มีเชาว์)‏ هو مدير تنفيذي ووزير حكومي تايلاندي. يشغل منصب نائب رئيس وزراء تايلاند ووزير الطاقة في الحكومة الثانية لرئيس الوزراء برايوت تشان أو تشا.